# Theodor Wilhelm Ankarcrona
Theodor Wilhelm Ankarcrona, född den 2 augusti 1794 i Eds socken, Stockholms län, död den 14 januari 1865 i Stockholm, var en svensk militär och hovman Han var sonsons son till Jacob Ankarcrona och måg till Sten Sture samt far till Victor, Alexis, Johan, Axel, Herman Reinhold, Henric, Emil och Carl Ankarcrona.

## Biografi
Ankarcrona blev student vid Kungliga Akademien i Åbo 1808. Han blev kadett 1807 vid Finska kadettkåren i Haapaniemi och 1808 vid Krigsakademien på Karlberg, varifrån han utexaminerades 1812. Ankarcrona blev andre adjutant vid Livregementsbrigadens kyrassiärkår sistnämnda år, kornett där samma år, löjtnant vid Livregementets dragonkår 1817, ryttmästare där 1822 och regementskvartermästare 1825. Han beviljades avsked 1826 och blev kammarherre 1827. Ankarcrona tilldelades Karl XIV Johans medalj 1855 och blev riddare av Svärdsorden 1862. Han innehade Runsa och Boserup som fideikommiss.